# (1863) Антиной
(1863) Антиной (лат. Antinous) — околоземный астероид из группы аполлонов, который принадлежит к светлому спектральному классу S и обладает сильно вытянутой орбитой, из-за чего в процессе своего движения вокруг Солнца он пересекает не только орбиту Земли, но и Марса. Он был открыт 7 марта 1948 года американским астрономом Карлом Виртаненом в Ликской обсерватории близ города Сан-Хосе и назван в честь Антиноя, героя «Одиссеи» . 

Орбита астероида Антиной и его положение в Солнечной системе
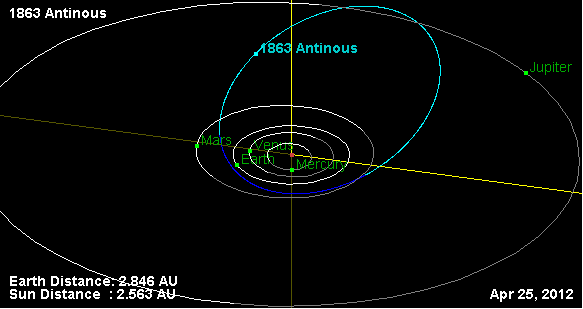
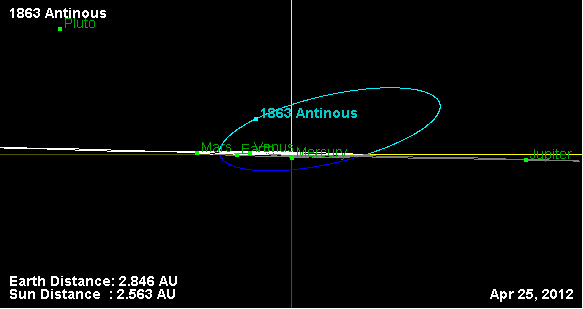
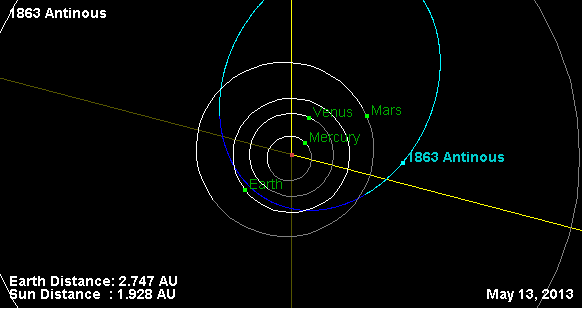

На протяжении всего XX века данный астероид пять раз сближался с Землёй до расстояния менее 30 млн км, но в XXI веке столь тесное сближение состоится лишь однажды.